# Masayuki Suzuki (batterista)
Masayuki Suzuki (鈴木政行?, Suzuki Masayuki; Osaka, 26 settembre 1972) è un batterista giapponese.

## Carriera
Soprannominato The Ampman, iniziò la propria attività in alcune band minori del circuito heavy metal giapponese per poi essere scoperto nel 2009 da Akira Takasaki che lo reclutò nei Loudness come sostituito dell'appena deceduto Munetaka Higuchi.
Dopo aver esordito il 14 febbraio 2009 in occasione di un concerto tributo a Higuchi, registrò una traccia dell'album The Everlasting (realizzato con parti di batteria pre-registrate da Higuchi) e partecipò ad alcuni tour in Europa  e negli Stati Uniti.

## Discografia

### Loudness
- 2009 - The Everlasting
- 2010 - King of Pain
- 2011 - Eve to Dawn
- 2012 - 2･0･1･2